# すっとびボール
すっとびボール、多段式垂直衝突球（ただんしきすいちょくしょうとつきゅう）、またはガリレオ砲（ガリレオほう、英: Galilean cannon）、ボールピラミッド（Ball pyramid）とは、物理の演示実験および科学教材のことである。質量の異なる弾性体のボール2個以上を用い、質量の大きい順に下から上に重ねて自由落下させたときに、一番上のボールが落下を開始した位置より高く跳ね上がる現象がおきる。

## 概要

すっとびボールと同様に、物体の衝突現象の演示実験に用いられるニュートンのゆりかご。

物体の衝突現象の演示実験としてニュートンのゆりかごが知られている。これは連続衝突や運動量保存の法則を視覚的に観察することができる装置である。このため理科教育の場で、運動エネルギーや運動量について興味を持たせるために有効な教材である。
一方、すっとびボールは、よりダイナミックな衝突の動きと意外性を観察者側に与えることができる装置である。単純に大小2個のボールを上下に重ねて自由落下させると効果を確認することができる。
より反発効果を高めたい装置をつくる場合、反発係数が比較的大きいスーパーボールで質量の異なるものを3個以上を用意する。一番大きいボールに針金など細い棒を刺し、他のボールには孔を貫通させたボールにこの棒を通したものを用意する。これを大ボールを下向きに落下させると、一番上段にある小さなボールが落下速度よりも速い速度で飛び出し、落下開始位置より高くまで跳ね上がる現象を観察することができる。
ボールを加工しなくても、紙などで小ボールの入る円筒をつくり、これを大ボールに接着テープなどで取り付けて「すっとびボール」を作れば、ボールを破壊することなく実験ができる。

## 理論

### ボール2段の場合

すっとびボールの概念図。下の段ほど大きいボールがくるように重ねて落下させる。

ここで、大ボールと小ボールの2段の場合を考える。大ボールの質量を{\displaystyle m_{1}}、小ボールの質量を{\displaystyle m_{2}}、大ボールと小ボールが床に衝突する直前の速度を{\displaystyle v_{0}}、床と大ボールが衝突した後の大ボールの速度を{\displaystyle v_{1}^{\prime }}、大ボールと床の反発係数を{\displaystyle e_{0}}とすると、以下の関係が成り立つ。
{\displaystyle v_{1}^{\prime }=-e_{0}v_{0}}
次に床と大ボールが衝突した直後に速度{\displaystyle v_{1}^{\prime }}で跳ね上がった大ボールと、速度{\displaystyle v_{0}}で落下する小ボールが衝突する。衝突後の大ボールの速度を{\displaystyle v_{1}}、小ボールの速度を{\displaystyle v_{2}}とする。運動量保存の法則から以下の関係が成り立つ。
{\displaystyle -m_{1}v_{1}^{\prime }-m_{2}v_{0}=m_{1}v_{1}+m_{2}v_{2}}
また大ボールと小ボールの反発係数を{\displaystyle e_{1}}とすると、
{\displaystyle e_{1}=-{\frac {v_{1}-v_{2}}{-v_{1}^{\prime }-(-v_{0})}}}
{\displaystyle v_{1}}と{\displaystyle v_{2}}について整理すると、
{\displaystyle v_{1}={\frac {m_{1}-(e_{0}e_{1}+e_{0}+e_{1})m_{2}}{m_{1}+m_{2}}}v_{0}}
{\displaystyle v_{2}={\frac {(e_{0}e_{1}+e_{0}+e_{1})m_{1}-m_{2}}{m_{1}+m_{2}}}v_{0}}
ここで理想的にすべての衝突で完全弾性衝突が起きるとすると、反発係数が{\displaystyle e_{0}=e_{1}=1}となり、以下の式が導くことができる。
{\displaystyle v_{1}={\frac {m_{1}-3m_{2}}{m_{1}+m_{2}}}v_{0}} {\displaystyle \qquad \cdots \ }(1-1)
{\displaystyle v_{2}={\frac {3m_{1}-m_{2}}{m_{1}+m_{2}}}v_{0}} {\displaystyle \qquad \cdots \ }(1-2)
{\displaystyle m_{1}=3m_{2}}、すなわち大ボールの質量が小ボールの質量の3倍であるとき、以下が成り立つ。
{\displaystyle v_{1}=0}，{\displaystyle v_{2}=2v_{0}}
つまり「大ボールが小ボールの3倍の質量のとき、大ボールは静止し、上にある小ボールは2倍の速さで跳ね上がる」ということになる。また初速0で落下させ、空気抵抗などを無視できるとすると小ボールは落下開始位置の4倍の高さまで跳ね上がる。
さらに小ボールが最大の速度を得るには、大ボールに比べて小ボールの質量が十分小さいとき、つまり{\displaystyle m_{1}\gg m_{2}}のとき{\displaystyle {\frac {m_{2}}{m_{1}}}\rightarrow 0}、式(1-1)と式(1-2)に適用すると、
{\displaystyle v_{1}\rightarrow v_{0}}，{\displaystyle v_{2}\rightarrow 3v_{0}}
となり、小ボールの跳ね返り後の速度は衝突直前の速度の3倍、初速0で落下させ空気抵抗などを無視できるとすると小ボールは落下開始位置の9倍の高さまで跳ね上がる。

### ボールn段の場合
ボールn段の場合、下から順番に{\displaystyle 1,2\cdots ,n}とし、各ボールの質量について以下の関係があるとする。
{\displaystyle m_{1}>m_{2}>\cdots >m_{n-1}>m_{n}}
ここですべてのボールの衝突が完全弾性衝突（反発係数がすべて{\displaystyle 1}）であると仮定し、各ボールの質量比について以下の式を満たすとする。
{\displaystyle {\frac {m_{i}}{m_{i+1}}}={\frac {i+2}{i}}\qquad }（ただし{\displaystyle i=1,2,\cdots ,n-1}）
このとき、すっとびボールのセットを落下させて床面に衝突させる。また床面衝突直前の速度を{\displaystyle v_{0}}とする。衝突後、最上段の{\displaystyle m_{n}}以外のボールが静止し、最上段の{\displaystyle m_{n}}ボールは、{\displaystyle nv_{0}}の速度で跳ね上がり、落下開始位置の{\displaystyle n^{2}}倍の高さまで跳ね上がる。

## 研究史

### ホイヘンスの衝突論
17世紀の物理学者、クリスティアーン・ホイヘンスが物体の衝突に関する考察を行っており、ホイヘンスの死後、1703年に『衝突による物体の運動について』として発表された。書のなかで、すっとびボールと同じく球体の多段衝突の原理と跳ね返り速度が最大になる条件を示している。ホイヘンスの時代には、スーパーボールのような高弾性の球がなかったため、すっとびボールのような実験が登場することはなかったと考えられる。

### アメリカでの研究
1968年から1972年にかけてアメリカ物理教育学会誌に4つの論文が発表されており、これらがすっとびボールのルーツといえる。
特に、スーパーボールをつかった物は、南カリフォルニア大学のG.ハーターなどによる研究が最初だと考えられる。G.ハーターが行っていた物理の授業中に、学生がスーパーボールにボールペンを刺して遊んでいたところ、これを床に落としたときに刺してあったボールペンが高く飛び跳ねることがおきた。この現象に着目したG.ハーターが論文としてまとめ、「Velocity Amplification in Collision Experiments Involving Superballs（スーパーボールを含む衝突実験における速度の増幅）」というタイトルで1971年に公表された。

### 日本での研究
日本においては、神奈川県の公立高校教諭であった塚本栄世が自他共に認める第一人者である。塚本栄世は1980年代から1990年代前半にかけて考察をすすめ、1990年には「東レ理科教育賞」を受賞している。

## 発展実験

### ボールの種類を変えた実験
ボールの材質を高弾性のスーパーボールのみではなく、金属や硬質プラスチックなどを使っても一番上のボールが高く跳ね上がる現象はおきる。さまざまなボールの組み合わせで跳ね上がる高さを比較するのも面白い。例えば、一番上にピンポン玉、中間および下段にスーパーボールを用いた3段のすっとびボールの場合、スーパーボールの大きさをうまく選べば元の高さの50倍までピンポン玉が跳ね上がったという報告がある。

### ばねを使った装置
スーパーボールはそれ自体に弾性をもっているため、単に実験するだけの場合では比較的簡単であるが、さまざまに条件を変えて実験をするためには工夫が必要となる。そこで愛知・三重物理サークルでは、ばねを使った装置を提案した。
地面に対して垂直に立つように固定したパイプを用意し、そこにペットボトルの口の部分を切り取ってつなぎ合わせた大小のボール球を2個と、ボール球の間と下段のボール球の下の2箇所にばねを通す。全体を持ち上げて落下させると上段のボール球が飛び上がる。ばね定数の異なるもの、ボール球の質量、中間または下段にいれるばねの数などを変えると上段のボール球の飛び上がり方が変化する。